# If We've Ever Needed You
"If We've Ever Needed You" é uma canção gravada pela banda Casting Crowns.
É o segundo single do quinto álbum de estúdio lançado a 17 de novembro de 2009, Until the Whole World Hears.

## Desempenho nas paradas musicais
| Parada musical (2010)            | Posição |
| -------------------------------- | ------- |
| Estados Unidos - Christian Songs | 5       |